# Notte e dì
Notte e dì (Night and Day) è un film del 1946 diretto da Michael Curtiz.

## Trama
Cole Porter appartiene ad una famiglia dell'alta borghesia americana che disapprova il suo interesse per la musica. Durante una visita al nonno, l'unico che approva Cole per le sue scelte, conosce Linda un'amica di sua cugina e comincia a frequentarla; la sua dedizione per la musica conquista anche lei.
Insieme al suo amico e consigliere Monty Woolley comincia a tentare la scalata nel mondo dello spettacolo; le difficoltà nascono quando bisogna reperire le somme necessarie per l'allestimento delle riviste, ma ad ogni modo qualche facoltoso lo trovano sempre. Le prime riviste musicali non tardano ad arrivare, ma l'affondamento della nave RMS Lusitania porta all'ingresso degli Stati Uniti nella prima guerra mondiale. Cole parte volontario per l'Europa, dove viene ferito: in ospedale ritrova Linda nelle vesti di infermiera e viene assistito da lei.
Tornato in America, dopo un divertente equivoco sulla maternità di alcuni bambini, che lui crede siano di Linda, la sposa. La sua passione per la musica lo porta ad avere uno strepitoso successo con riviste musicali e musical, ma più il lavoro lo ripaga e gli dà il successo, più Linda si sente trascurata, finché un giorno, alla vigilia di una tournée in Europa, lo lascia a malincuore. Dopo anni di successi, durante la preparazione di un'altra rivista, riceve una telefonata: il nonno sta per morire, Cole si precipita al capezzale giusto in tempo per fare un'ultima chiacchierata davanti a un bicchierino di liquore.
Cole, sconvolto, va a fare una cavalcata sotto un temporale terribile ma cade da cavallo, rompendosi le due gambe e il bacino. Durante gli anni si alternano i successi strepitosi e le operazioni (inutili) alle gambe per rimetterlo in piedi (ne subirà una trentina). Il viaggio a Yale per assistere alla festa annuale degli allievi del college, di cui lui faceva parte, farà riunire Cole e Linda che non hanno mai smesso di amarsi.

## Produzione
Il film venne girato dal 14 giugno al 30 ottobre 1945, prodotto dalla Warner Bros.

## Distribuzione
Il film fu distribuito dalla Warner Bros. e venne presentato in prima il 2 luglio 1946. Cole Porter assistendo alla proiezione, commentò: "If I could survive that,  I can survive anything" (Se sopravvivo a questo, posso sopravvivere a tutto".

### Date di uscita
IMDb
- USA	2 luglio 1946	 (première)
- USA	25 luglio 1946	 (New York City, New York)
- USA	3 agosto 1946
- Svezia	20 dicembre 1946
- Finlandia	17 ottobre 1947
- Danimarca	10 giugno 1948
- Italia	12 agosto 1948
- Francia	6 ottobre 1948
- Turchia	1949
- Hong Kong	27 gennaio 1949
- Francia	29 luglio 1949	 (Parigi)
- Germania Ovest	13 dicembre 1949
- Austria	24 gennaio 1950
- Giappone	3 gennaio 1951

Alias
- Night and Day	USA (titolo originale)
- Dag en nacht	Belgio (titolo Fiammingo) / Paesi Bassi
- Night and Day	Danimarca / Svezia
- Nuit et jour	Belgio (titolo Francese) / Francia
- A Canção Inesquecível	Brasile
- Gece ve gündüz	Turchia (titolo Turco)
- Nacht und Tag	Austria
- Noche y día	Spagna
- Notte e dì	Italia
- Nyhta kai mera	Grecia
- Tag und Nacht denk' ich an dich	Germania Ovest
- Yö ja päivä	Finlandia

## Critica
Il film rappresenta l'esaltazione della grande musica di Cole Porter, ma non la veridicità storica. Porter, nonostante il buon rapporto con la moglie Linda Lee Thomas era omosessuale (come correttamente mostrato nel più recente biopic De-Lovely - Così facile da amare) e, seppur in privato, viveva senza limitazioni la propria condizione.